# Serie A1 2012-2013 (hockey su prato maschile)
Il campionato di Serie A1 2012-2013 è il 76º campionato italiano di hockey su prato. È iniziato il 6 ottobre 2012 con tutte le partite della prima giornata e si è concluso l'11 maggio. Tutte le partite di tutte le giornate sono state giocate contemporaneamente in vari orari: 11:30, 14:30, 15:00 e 15:30.
A qualificarsi per l'Euroleague è stata la squadra che ha vinto il campionato, ovvero l'Amsicora.

## Novità
Nella griglia di partenza del 76º campionato italiano di hockey su prato, a prendere il testimone del Butterfly e del Bologna, retrocesse in Serie A2 nella stagione precedente, sono il Cagliari, vincendo il girone A della Serie A2 2011-2012 e il Catania, vincendone il girone B.

## Squadre partecipanti
| Club         | Città                            | Stadio                                | Risultato nella stagione 2011-2012 |
| ------------ | -------------------------------- | ------------------------------------- | ---------------------------------- |
| Amsicora     | Cagliari, Sardegna               | Stadio Amsicora                       | 3º posto in Serie A1               |
| Bonomi       | Castello d'Agogna, Lombardia     | Stadio Comunale Castello d'Agogna     | 7º posto in Serie A1               |
| Bra          | Bra, Piemonte                    | Stadio "Augusto Lorenzoni"            | Campione d'Italia in carica        |
| CUS Cagliari | Cagliari, Sardegna               | Campo impianto CUS                    | 1º posto del girone A in Serie A2  |
| CUS Catania  | Catania, Sicilia                 | Campo Comunale Dusmet                 | 1º posto del girone B in Serie A2  |
| Cernusco     | Cernusco sul Naviglio, Lombardia | Stadio Comunale Cernusco sul Naviglio | 5º posto in Serie A1               |
| Roma         | Roma, Lazio                      | Stadio Tre Fontane                    | 4º posto in Serie A1               |
| Suelli       | Suelli, Sardegna                 | Stadio Comunale Suelli                | 2º posto in Serie A1               |
| Tevere Eur   | Roma, Lazio                      | Stadio Avignone                       | 6º posto in Serie A1               |
| Valverde     | Valverde, Sicilia                | Stadio Comunale Dusmet                | 8º posto in Serie A1               |

## Classifica
|  | Pos. | Squadra      | Pt | G  | V  | N | P  | GF | GS | DR  |
|  | ---- | ------------ | -- | -- | -- | - | -- | -- | -- | --- |
|  | 1.   | Amsicora     | 46 | 18 | 15 | 1 | 2  | 66 | 26 | 40  |
|  | 2.   | Bra          | 43 | 18 | 14 | 1 | 3  | 62 | 28 | 34  |
|  | 3.   | Suelli       | 38 | 18 | 12 | 2 | 4  | 50 | 34 | 16  |
|  | 4.   | Roma         | 33 | 18 | 11 | 0 | 7  | 51 | 31 | 20  |
|  | 5.   | Bonomi       | 32 | 18 | 9  | 5 | 4  | 46 | 34 | 12  |
|  | 6.   | CUS Cagliari | 21 | 18 | 6  | 3 | 9  | 38 | 42 | -4  |
|  | 7.   | Valverde     | 15 | 18 | 5  | 2 | 11 | 23 | 54 | -31 |
|  | 8.   | Tevere Eur   | 13 | 18 | 3  | 4 | 11 | 35 | 44 | -9  |
|  | 9.   | CUS Catania  | 8  | 18 | 2  | 2 | 14 | 23 | 68 | -45 |
|  | 10.  | Cernusco     | 7  | 18 | 1  | 4 | 13 | 24 | 57 | -33 |

Note:

Tre punti a vittoria, uno a pareggio, zero a sconfitta.
| Campioni italiani Hockey su prato 2013 |
| -------------------------------------- |
| Amsicora 21º titolo                    |

## Statistiche e record

### Record
- Maggior numero di vittorie:  Amsicora (15)
- Minor numero di sconfitte:  Amsicora (2)
- Migliore attacco:  Amsicora (66)
- Miglior difesa:  Amsicora (26)
- Miglior differenza reti: Amsicora (+40)
- Maggior numero di pareggi:  Bonomi(5)
- Minor numero di pareggi:  Roma (0)
- Minor numero di vittorie:  Cernusco (1)
- Maggior numero di sconfitte:  CUS Catania (14)
- Peggiore attacco:  Valverde e  CUS Catania (23)
- Peggior difesa:  CUS Catania (68)
- Peggior differenza reti:  CUS Catania (-45)
- Partita con più reti:  Amsicora- Bra 7-3 e  Amsicora- Valverde 10-0 (10)
- Partita con maggiore scarto di gol:  Amsicora- Valverde 10-0 (10)